# 올드보이 (음악 그룹)
올드 보이(Old Boy)는 대한민국의 음악 그룹이다. 2004년 1집 앨범 "One Step"을 데뷔 활동했다.

## 활동 내용
올드보이는 데뷔 당시 2인조 음악 그룹으로 극비리로 준비해왔던 소속사측이 말하였다. 올드보이의 멤버들은 이전 경력도 화려한 편으로, 올드보이의 멤버 출신 공정환, 김시영을 대중적으로 활동했다.

## 멤버
- 김시영 (음력 1971년 4월 8일)
- 공정환 (1976년 2월 15일)

## 음반 목록
- 정규 앨범 1집 《One Step》(2004년 10월 22일)
  1. 사랑해 그래서 미안해
  2. 지구는 둥글다
  3. 미안하다 친구야 (Acoustic Ver.)
  4. Love Story
  5. 사실은 나...
  6. One Step
  7. 2 Face
  8. 미안하다 친구야 (Club Ver.)
  9. 적
  10. I'Il We Back
  11. 내일을 향해 쏴라
  12. 미안하다 친구야 (Dance Ver.)